# Peter Wisgerhof
Peter Wisgerhof (Wageningen, 1979. november 19. –) holland labdarúgó. A NEC Nijmegen játékosa.